# Сходка (новела)
«Сходка» — новела українського письменника Григорія Косинки. Етюд написано в 1920 році, в якому автор у нарисовій формі майстерно відтворив враження зі свого життя.

## Історія написання
Етюд вперше було видруковано в Києві в 1920 року в збірці «На золотих Богів». Цей коротенький літературний ескіз — описує пізніше вже характерні для Косинчиної творчості події (революційності в межах українського села), водночас цей ескіз: свідчення пошуків автором «своєї» — найближчої за світовідчуттям і світоусвідсмленням — традиції, до котрої Косинка має намір долучитися. В основі твору - випадок, який стався з Косинкою, коли він працював на григорівській цукроварні, зокрема його враження від збайдужілості до людської біди з боку таієї адміністрації, до простолюдина-робітника.

## Сюжетна лінія
В невеличкому бідному селі, де люди, маючи більше трьох десятин землі, вважалися багачами, десятник скликає сходку. Люди помало сходяться. Бідні і прості роботяги, замучені селянською роботою. Серед них Петро Цюпка — наймит, у якого здоров'я забрала важка праця на заводі, дід Кисіль,у якого чуть більше трьох десятин землі та інші жителі села. Селяни  жваво обговорюють що їм робити, щоб не платити багачам. І Петро Цюпка, як і багато інших селян, підтримує більшовицьку програму, яка не виражає інтереси простих людей, де люди важко працюючи на своїй землі повинні плати панам. Ось така дійсність тодішнього селянського життя та маніпулювання їхньою свідомістю.

## Стилістичні особливості
Уже в ранніх творах Косинки дослідники відокремили головну особливість - його тяглоість до імпресіонізму. Характерним для імпресіоністичної поетики Григорія Косинки є використання алогічних, фрагментарних,  обірваних, майже не пов’язаних між собою реплік дійових осіб. А більшість тем, діалогів та подій він черпав зі свого життя, тому всі ці твори мають риси автобіографічності.

## Образи
- Десятник - скликач на сходку
- Петро Цюпка - бідний селянин
- Дідо Кисіль - багатший селянин
- Сірий Антон - односелець

## Критика
На особливості ранніх творів Григорія Косинки ще в 1924 році вказував Максим Рильський, зазначивши, зокрема, що художня манера письменника «стрімка, похаплива, бадьора і до певної міри фотографічно-імпресіоністична». Для окремих з них характерний лірико-імпресіоністичний стиль, або, як називає його В. Фащенко, «штрихова стилістика». Така манера письма й визначила побудову ранніх творів. Композиція їх «фрагментарна, асоціативна. Сюжетний рух має пульсуючий, стрибкоподібний характер, що відповідає блискавичній зміні настроїв оповідача або персонажа». В окремих творах важко визначити зав'язку, розвиток дії, навіть кульмінацію — ті необхідні компоненти традиційного оповідання, які характерні для пізніших новел. Деякі з цих компонентів, власне, і відсутні, їх функції часто виконує глибокий підтекст, що дає можливість читачеві з’єднати хаотично розпорошені епізоди й ситуації, які автор змальовує кількома мазками, та самому домислити дію. Тому велике смислове навантаження в косинчиній новелі несуть економна фраза, короткі, уривчаті, емоційно забарвлені діалоги.

## Бібліографічний опис

### Перше видання
Вперше Косинка представив свій ескіз читачам газети «Більшовик» 24 жовтня 1920 року.
- 1920 року збірка «На золотих Богів» — перша самостійно-авторська збірка, Витримаоа кіотка публікацій, до читачів длійшли примірники видані повторним тиражем в київському видавництві Сокіл в 1922 році[1]. Оригінал друкованого документу зберігається в ЦНБ АН України. Рукописний відділ, ф.54, №3, №4, ф.248, №9.

### Публікації
Надалі вже новела публікувалася в авторських збірках.
- Косинка Г. В житах : оповідання / Г. Косинка. — Харків : Держ. вид-во України, 1926. — 188, [4] с. — (Бібліотека українських письменників).;
- Косинка Г. Вибрані оповідання / Г. Косинка. — Вид. 2-ге. — Київ ; Харків : Держ. вид-во України, 1929,—-228 с.;

Потім тривалий час творчість Косинки замовчувалася, лише з середини ХХ століття він повернувся до читача, а за ним і новела «На бураки».
- Косинка Г.  Твори / Г. Косинка. — Київ : Молодь, 1972. — 222 с., [4] арк іл. — (Шкільна бібліотека). Вибрані твори. — Харків : Ранок, 2009. — 334, [1] с. — (Серія "Українські класики" : у 12 т.; т. 5);
- Косинка Г. Гармонія : новели / Г. Косинка. — Киш : Дніпро, 1981. — 222 с.;
- Косинка Г. Гармонія : оповідання, публіцистика, спогади про Григорія Косинку / Г. Косинка. — Київ : Дніпро, 1988. — 604, [1] с., [13] арк іл.;
- Косинка Г. Заквітчаний сон : оповідання, спогади про Г. Косинку / Г. Косинка. — Київ : Веселка, 1990. — 285, [2] с. [4] арк іл., портр.;
- Косинка Г. Вибрані твори / Г. Косинка. — Київ : ЛДЛ, 2002. — 190, [1] с.: портр.;
- Косинка Г. В житах : [оповідання] / Г. Косинка. — Київ : Школа, 2007. — 300, [2] с. — (Бібліотека шкільної класики).;
- Косинка Г. Вечірні тіні: оповідання / Г. Косинка. — Харків : Важпромавтоматика, 2007. — 320 с.: портр. — (Серія "Грамота").

## Цікаві факти
- Етюд-оповідання «Під брамою собору» був виданий у колективній збірочці творчого гурту «Гронівців»
- «Під брамою собору» — один із небагатьох етюдів, в якому автиор відобразив урбаністичні нюанси тогочасся: один із епізодів життя тогочасного міста.
- В Григорія Косинки був період в житті, коли він замешкав на території Софіїваського собору, який тоді мали чималу площу і додаткові господарські будівлі (в одній з яких і туоиоася сім'я) Косинки. Тому, очевидно, що ідею та діалоги до свого етюду він почерпнув з тих часів і цей його твір також відноситься до його автобіографічного стилю.